# Сиренькинское сельское поселение
Сиренькинское се́льское поселе́ние — муниципальное образование в Альметьевском районе Татарстана Российской Федерации.
Административный центр — деревня Чувашское Сиренькино.

## История
Статус и границы сельского поселения установлены Законом Республики Татарстан от 31 января 2005 года № 9-ЗРТ «Об установлении границ территорий и статусе муниципального образования "Альметьевский муниципальный район" и муниципальных образований в его составе».

## Население
| 2010 | 2011 | 2012 | 2013 | 2014 | 2015 | 2016 |
| ---- | ---- | ---- | ---- | ---- | ---- | ---- |
| 621  | →621 | ↘611 | ↘598 | ↘581 | ↘557 | ↘530 |
| 2017 | 2018 |      |      |      |      |      |
| ↘520 | ↘501 |      |      |      |      |      |

## Состав сельского поселения
| № | Населённый пункт     | Тип населённого пункта          | Население |
| - | -------------------- | ------------------------------- | --------- |
| 1 | Кителга              | деревня                         |           |
| 2 | Русское Сиренькино   | деревня                         |           |
| 3 | Чувашское Сиренькино | деревня, административный центр |           |